# Bataille de Fort Ann
Guerre d'indépendance des États-Unis
La bataille de Fort Ann est un engagement de la guerre d'indépendance des États-Unis qui eut lieu le 8 juillet 1777 durant la campagne de Saratoga.

## Histoire
Le matin du 8 juillet un espion informa Hill que le fort était occupé par 1 000 soldats. Il envoya un message à John Burgoyne décrivant la situation. Burgoyne ordonna aux XXe et du XXIe régiments d'infanterie de marcher vers le fort Anne, mais le mauvais temps retarda leur mouvement et ils n'arrivèrent qu'après la bataille.
Pierse Long décida d'attaquer les positions britanniques et tenta d'encercler les Britanniques alors qu'ils étaient encore sur la route. Cependant, les hommes de Hill ont repérer leurs mouvements. La bataille dura plus de deux heures, jusqu'à ce que les deux camps soient à court de munitions et que les Britanniques soient pratiquement entourés d'Américains.
De retour au fort, les Américains apprirent que2 000  troupes britanniques avançaient vers le fort. Les hommes de Long se retirèrent vers le fort Edward et brulèrent le fort Ann.